# Black Hill
Il Black Hill è un neck, ossia un collo vulcanico, alto 203 m, situato nei pressi della cittadina costiera californiana di Morro Bay, nella contea di San Luis Obispo. Il rilievo, che risale a circa 20 milioni di anni fa, periodo in cui la regione era ancora vulcanicamente attiva, si trova all'interno del Morro Bay State Park e fa parte della catena di neck chiamata Nine Sisters, che si estende tra Morro Bay e la cittadina di San Luis Obispo.
Si pensa che il Black Hill debba il suo nome ad una colata di pece filtrata dal sottosuolo presente sulla parte settentrionale della collina.
Il versante occidentale del Black Hill è accessibile grazie ad un percorso che conduce poi fino alla cima, e la strada per raggiungere il percorso resta aperta durante le ore diurne.

## La pineta di pini di Monterey
Sul Black Hill è presente una pineta di pini di Monterey (Pinus radiata) chiamata "foresta di Fleming". I pini furono piantati da John Fleming, un sovrintendente del parco, che, lavorando ad un suo progetto di rimboschimento, ordinò due volte gli alberi di cui aveva bisogno pensando che non avrebbe mai ricevuto l'intero numero di alberi richiesti; invece li ricevette e decise di piantare gli alberi in più sul Black Hill.
Oggi molti degli alberi sono morti o stanno morendo a causa di una malattia fungina chiamata cancro resinoso del pino (in inglese pine pitch canker) che sta minacciando anche i rimanenti boschetti di pini di Monterey della zona di Cambria e della penisola di Monterey.